# Homosexualidad en la Antigua Roma

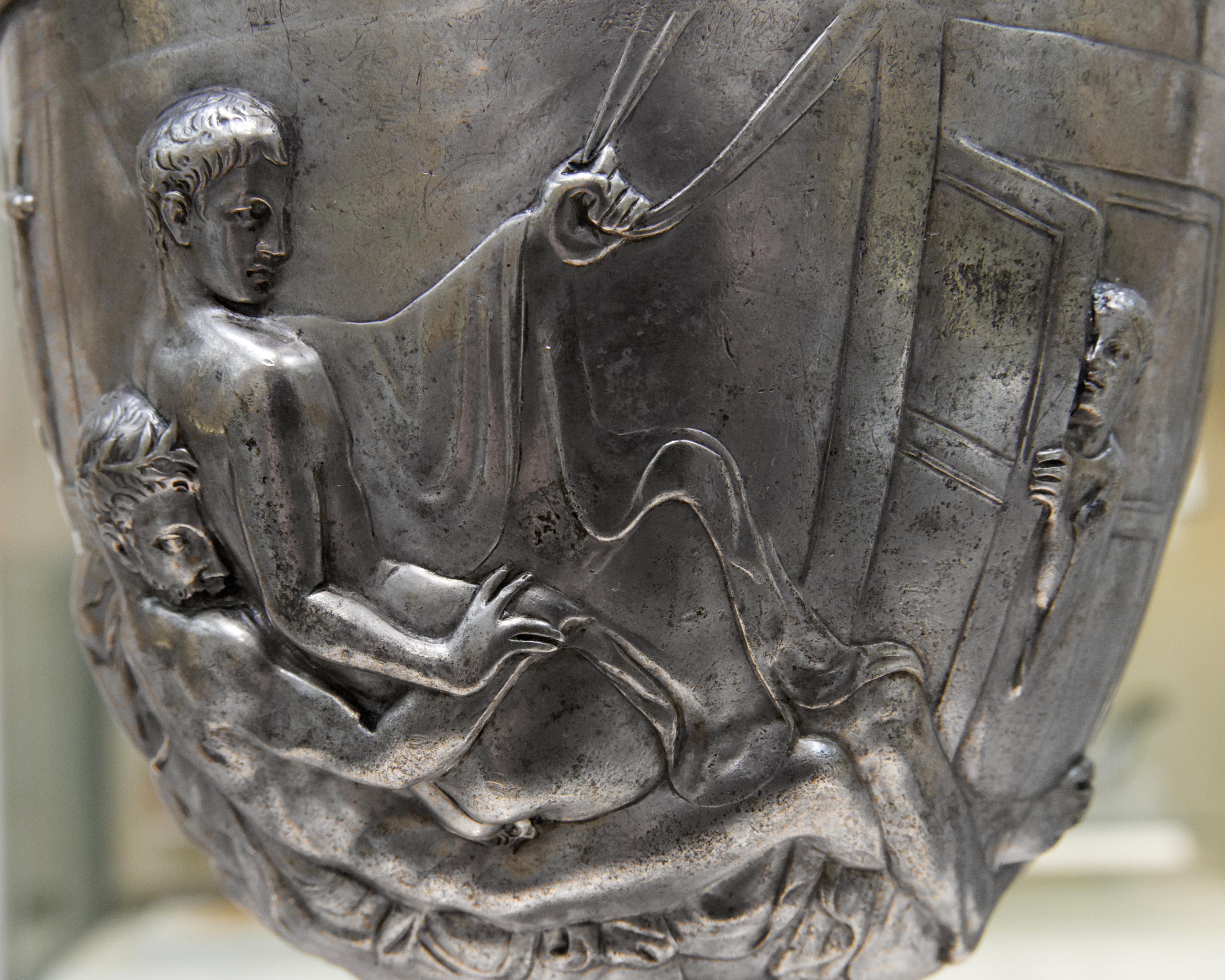
Detalle en la copa Warren de un joven siendo penetrado por un hombre.

Las fuentes históricas disponibles sobre la práctica de la homosexualidad en la Antigua Roma, sus actitudes y aceptación del hecho son abundantes. Hay obras literarias, poemas, grafitos y comentarios sobre las predilecciones de todo tipo de personajes incluso de emperadores solteros y casados. Sin embargo, las representaciones gráficas son más escasas que en la Grecia clásica.
Las actitudes hacia la homosexualidad fueron cambiando con los tiempos, según el contexto histórico, oscilando desde la fuerte condena hasta una considerablemente amplia aceptación. De hecho, fue considerada una costumbre cultural en ciertas provincias.
Tratando estos comportamientos, es fundamental recalcar que el término homosexualidad es problemático e impreciso aplicado al mundo antiguo, ni siquiera había una palabra traducible como tal en latín ni en griego antiguo, con el mismo significado que el moderno concepto de homosexualidad. La bisexualidad parece que era la norma, pero ya autores antiguos reconocen que en la antigua Roma había hombres que mantenían relaciones sexuales exclusivamente con hombres.

## Historia

### República inicial
En los comienzos de la República romana las relaciones homosexuales entre hombres libres estaban penadas incluso con la muerte por la ley Scantinia. No se conocen los términos exactos de la ley, aunque es citada varias veces por leyes posteriores, pero parece que prohibía ciertas formas de contacto sexual, como la pederastia que era considerada una práctica griega degenerada y como tal y generalmente reprobada, y también contra aquellos casos en los que un ciudadano ejercía un papel pasivo en la práctica del sexo anal. Por lo que en realidad no prohibía todas las prácticas homosexuales, no haciendo ninguna restricción legal al uso sexual de los esclavos varones por parte de su dueño, ni aquellos casos en los que el hombre libre ejerciera el papel activo.

### Mediados y finales de la república
Las costumbres griegas fueron siendo aceptadas gradualmente por la sociedad romana a finales de la república y principios del Imperio romano. Sin embargo, las relaciones con el mismo sexo surgieron de una forma bastante diferente de como era la homosexualidad en la antigua Grecia. Como los hombres ostentaban, en particular el pater familias, completamente la autoridad en la sociedad romana, las relaciones con el mismo sexo a menudo se establecen como interacciones del tipo amo/esclavo. Usar a los esclavos para la satisfacción sexual del amo era considerado legítimo, incluso en contra de los deseos del esclavo. Por lo tanto era aceptable que un ciudadano romano adulto penetrara a su esclavo, ya fuera hombre o mujer, pero no estaba bien visto que fuera él el penetrado. El término catamita, joven sirviente sexual pasivo, era usado comúnmente para insultar o ridiculizar a alguien.

### Imperio
El primer emperador romano que se casó con un hombre fue Nerón, que según informes se había casado con otros dos hombres en diferentes ocasiones. Primero con uno de sus libertos, Pitágoras, con quien Nerón tomó el papel de la novia, y más tarde como un novio Nerón se casó con un joven llamado Esporo en una ceremonia pública, para reemplazar a su joven concubina a quien él había matado .
La pederastia había perdido las restricciones que tenía en su estatus como forma de educación ritual hacía mucho tiempo (el proceso de cambio se había producido ya en los griegos) y en su lugar se convirtió en una forma de satisfacción del deseo sexual y su práctica se generalizó compitiendo con el deseo por las mujeres, aunque los conservadores la condenaban junto con otras formas de obtención de placer. Tácito atacó las costumbres griegas definiéndolas como "gymnasia et otia et turpes amores" (deporte, holgazanería y amores vergonzosos) En cambio, otros escritores no condenaron la pederastia per se, pero censuraron o alabaron varios de sus aspectos.

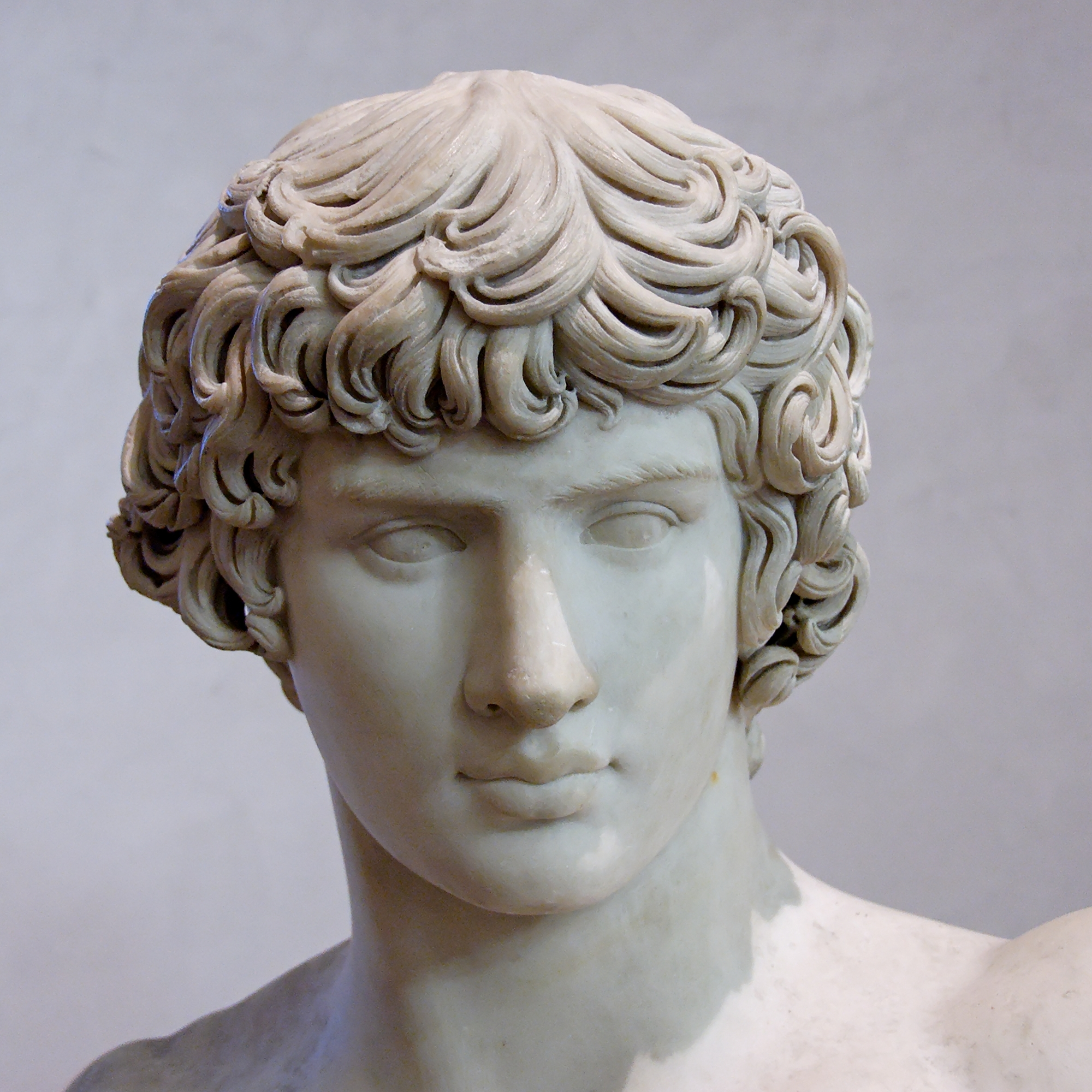
Antínoo, el joven amante de Adriano.

En el siglo I Suetonio y Tácito constatan la generalización de matrimonios entre hombres sin trabas, ya que el matrimonio en la sociedad romana era una situación privada. El emperador Nerón fue el primer emperador romano que se casó con otro hombre, un joven eunuco de palacio llamado Esporo y convertido en Sabina por Nerón para reemplazar a su amada y fallecida Popea. Edward Gibbon ya en 1776 confirma que de los doce primeros emperadores solo a Claudio le interesaban exclusivamente las mujeres. Todos los demás tuvieron jóvenes u hombres como amantes. El hecho de que Claudio no tuviera ningún amante masculino fue objeto de crítica por parte de Suetonio en su obra Las vidas de los doce césares.
Existen numerosos ejemplos de literatura lírica ensalzando el amor y las relaciones homoeróticas. Los poetas latinos de la época dan por hecho que todos los hombres sienten deseo homosexual en algún que otro momento. Ejemplos de poetas con alguna obra que alaban estas relaciones son Catulo, Horacio, Virgilio u Ovidio. Petronio en su obra El Satiricón describe la sociedad imperial y sus costumbres y en ella se alude frecuentemente a relaciones homosexuales entre sus personajes. Por su parte Marcial defiende las relaciones pederastas ensalzando el amor hacia el efebo, no su mero uso sexual. En un pasaje anecdótico menciona que es descubierto por su esposa "dentro de un joven", ella le recrimina con desprecio diciéndole que no le podría dar lo mismo que ella. Él replica con una lista de personajes mitológicos que, a pesar de estar casados, tienen un joven amante masculino y termina diciendo que la diferencia con una mujer es solo que ella tiene dos "vaginas".
La práctica de la pederastia tiene su cenit durante el reinado del emperador de origen hispano y helenófilo Adriano, que comparte la pasión por los muchachos con su antecesor Trajano. Es famoso su amor por el joven griego Antínoo. Tras su prematura muerte ahogado, Adriano erigió templos en Bitinia, Mantineia y Atenas en su honor, y hasta le dedicó una ciudad, Antinoópolis.
Cabe destacar al joven emperador Heliogábalo, conocido por sus numerosos amantes y que a principios del siglo III siendo adolescente escandalizó a sus contemporáneos casándose públicamente dos veces vestido de mujer, adoptando así explícitamente el papel pasivo en la relación. Son múltiples las anécdotas sobre su comportamiento lascivo, y los soldados de su guardia personal eran conocidos como los rabos de burro por ser reclutados en las termas entre los mejor dotados. El también emperador del siglo III Filipo el Árabe, a pesar de que se cree que fue el primer emperador cristiano, fue conocido por su afición a los muchachos.
La aceptación social de las relaciones pederastas y homoeróticas fue decayendo a lo largo de los siglos a medida que se fue implantando el cristianismo. De hecho, tras la conversión de Constantino, la asociación de la Iglesia con el poder imperial se tradujo en la incorporación a las leyes de aspectos referentes a la vida sexual. Así, bajo el emperador Teodosio (Lex Dei, s. IV) se castigaba a los homosexuales pasivos que se prostituían con la muerte en la hoguera. Justiniano interpretó la homosexualidad como una ofensa humana y divina a la vez (Codex Iustinianus, s. VI), ampliándose la persecución a todos los homosexuales sin excepción, quienes sufrirán penas corporales (incluida la mutilación de los genitales), de reclusión y hasta la muerte. Estos códigos de la Antigüedad tardía, influidos por las doctrinas cristianas, sentarían las bases de la legislación contra la homosexualidad en la Edad Media.

## Preferencias

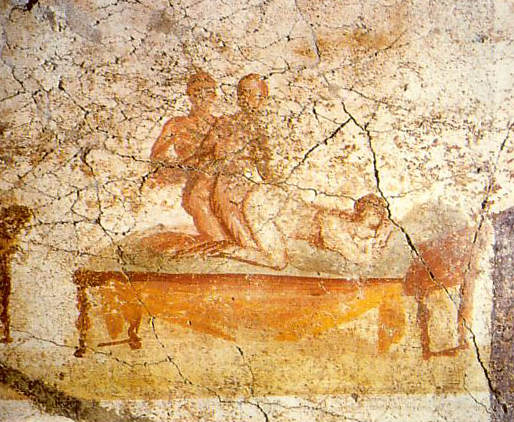
Dos hombres y una mujer en un fresco de Pompeya.

Aunque fue la norma en Grecia y Roma que el erómeno, miembro joven de la pareja, fuera el pasivo y el mayor, o erastés, fuera el activo, existen (especialmente en el periodo romano) evidencias de que había hombres mayores que preferían el papel pasivo. Marcial, por ejemplo, describe el caso de un hombre mayor que adoptaba el papel pasivo y dejaba que su joven esclavo ocupara el de activo. Existían muchos prejuicios contra los hombres que adoptaban el papel de pasivo. Se creía que solo el participante activo obtenía placer del encuentro sexual. En general, el papel pasivo se equiparaba con el papel de la mujer romana, que en una sociedad patriarcal como la romana era muy bajo. Suetonio dice que el emperador Nerón tomaba el papel pasivo durante las relaciones sexuales con el liberto Doriforo. Además se les acusa de dedicar demasiado tiempo en su apariencia física para atraer y complacer a sus amantes. Así eran usualmente aludidos de forma despectiva con términos como kinaidos o cinaedus (palabras también aplicadas a los eunucos).
Hay citas sobre el gusto hacia varones que no eran adolescentes. Otra vez Suetonio informa que el emperador Galba se ´´derretía  por los hombres fuertes y experimentados. Más de una vez hubo informes de que soldados eran sexualmente acosados por algunos de sus oficiales superiores.
Además de las repetidamente mencionadas relaciones anales también hay muchas evidencias de que el sexo oral era frecuente. Este grafito de Pompeya es inequívoco: "Segundo es un chupapollas muy habilidoso"
A diferencia de la antigua Grecia, en Roma un pene grande era considerado un signo de atractivo y masculinidad importante, a imagen del dios de la fertilidad Príapo. Petronio describe con admiración cómo un hombre con un pene enorme en un baño público buscaba encuentros excitado. Muchos emperadores romanos son satirizados por rodearse de hombres con grandes órganos sexuales.

## Subcultura
Hay unos pocos indicios de que algo parecido a una subcultura homosexual estaba ya empezando a desarrollarse en la antigua Roma, aunque ciertamente no es comparable con la moderna subcultura. En Roma alrededor del 200 d. C. había una calzada donde se reunían los prostitutos masculinos, especializándose en los papeles de activo y pasivo. Había hombres que buscaban marineros en las proximidades del distrito cercano al Tíber. Los baños públicos también son referidos como lugares para encontrar compañeros sexuales. Juvenal señala que allí los hombres se rascaban la cabeza con un dedo para identificarse ante los demás.
El color verde fue durante siglos un código para los homosexuales. A los hombres afeminados se les llamaba galbinati, precisamente por su supuesta afición por el color verde.

## Homosexualidad femenina
La sociedad romana ni afirmaba, ni negaba la idea de homosexualidad femenina, así que quedaba en la vida privada. En el siglo I d. C. hay algunas referencias a la posibilidad de la homosexualidad femenina. Ovidio niega la posibilidad de que tal cosa exista. Hay citas no a favor hacia estas prácticas, tanto que mencionan el asesinato de una mujer a manos de su marido. Marcial, a pesar de practicar relaciones con jóvenes, tiene una opinión negativa del amor lésbico.
Se ha encontrado una prueba de su existencia durante el imperio, en Egipto, un hechizo de amor en griego redactado claramente por una mujer, llamada Sarapias, con el propósito de ganar el corazón de otra mujer, Herais. Lo que podría suponer que, fuera de Roma, en las provincias con influencia griega no fuera visto tan negativamente.

## Moralidad

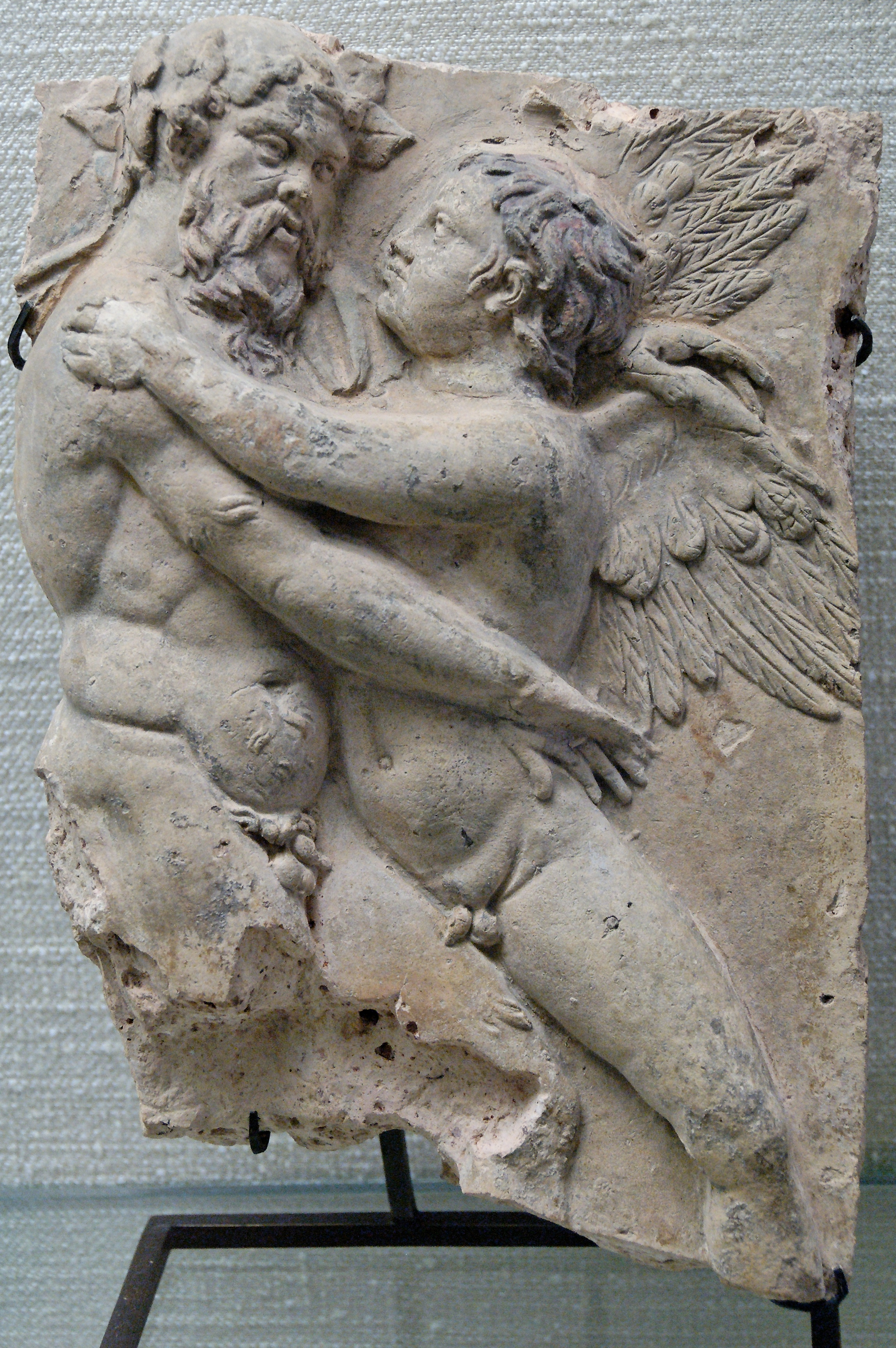
Eros y Sileno.

Hubo muchos vaivenes respecto a la consideración social de las prácticas homosexuales en la sociedad romana. En los principios de la república, la pederastia era reprobada y despreciada como un signo de afeminamiento de los griegos. A mediados de la república, los actos homosexuales eran ampliamente aceptados si el activo era un romano y el pasivo un esclavo o un no-romano. Las desviaciones de este patrón eran moralmente censuradas, pero aparentemente tenían pocas consecuencias legales. Marcial y Plauto califican un amplio rango de comportamientos homosexuales, principalmente mofándose de ellos como de otras desviaciones menores del comportamiento normal, pero sin moralizar realmente. Aunque existe alguna condena, como la sentencia del año 108 contra C. Vibius Maximus, un oficial romano en Egipto que tuvo una relación con un joven de la nobleza.
Juvenal critica algunos aspectos de la homosexualidad masculina, y especialmente censura que romanos de alta cuna presuman de moralidad públicamente pero que en secreto asuman la sexualidad pasiva, que siempre estuvo mal vista. Encuentra digno de lástima que haya hombres que abiertamente desempeñen el papel pasivo pero los considera más honestos. En cambio alaba el amor verdadero de un hombre hacia un joven.
Aunque los actos homosexuales eran comúnmente aceptados en el ámbito de lo privado, existía cierta hipocresía y la opinión pública generalmente censuraba todas las expresiones públicas de homosexualidad. Cuando el joven conquistador Julio César estaba destinado en Macedonia tuvo una relación con el rey de Bitinia Nicomedes, se dice que asumiendo el papel de pasivo, aunque dañó un poco su reputación (se mofaron de él llamándole la reina de Bitinia) no tuvo ninguna consecuencia legal. La relación de Adriano con el joven Antínoo también fue criticada.
Con la llegada del cristianismo al poder, aunque quizá un poco antes, cualquier expresión de amor homosexual se convirtió en tabú y se proscribió su práctica. En 390 Teodosio I proclamó una ley prohibiendo definitivamente todas las relaciones sexuales con los del mismo sexo, castigándolas con la pena de muerte. Y la condena se mantendría en la legislación de Justiniano I.
Las circunstancias que provocaron la masacre de Tesalónica al final del siglo IV dan una prueba de que incluso en la era cristiana la homosexualidad era todavía aceptada por gran parte de la población aunque estuviera oficialmente perseguida. Todo ocurrió cuando un popular auriga fue acusado de acoso sexual a un funcionario del emperador y fue arrestado. La ciudad se sublevó para pedir su liberación, demostrando que la homosexualidad no era vista como un delito en esta parte del imperio.

## Favoritos imperiales
He aquí una lista de los emperadores y sus respectivos amantes:
- Augusto - Sarmento (catamita);
- Tiberio - Sprintia;
- Calígula - Mnester (histrión);
- Nerón - Esporo, Doríforo (libertos);
- Vitelio - Asiático (esclavo);
- Domiciano - Flavio Earino (eunuco);
- Trajano - Pylades (actor), Aplaustro (bailarín);
- Adriano - Antínoo;
- Cómodo - Saotero (liberto);
- Heliogábalo - Hierocles (auriga), Zótico (atleta).